# Франкен (коммуна)
Франке́н (фр. Franken) — коммуна на северо-востоке Франции в регионе Гранд-Эст (бывший Эльзас — Шампань — Арденны — Лотарингия), департамент Верхний Рейн, округ Альткирш, кантон Альткирш.
Площадь коммуны — 6,22 км², население — 327 человек (2006) с тенденцией к росту: 341 человек (2012), плотность населения — 54,8 чел/км².

## Население
Численность населения коммуны в 2011 году составляла 350 человек, а в 2012 году — 341 человек.
| 1962 | 1968 | 1975 | 1982 | 1990 | 1999 | 2006 | 2008 | 2011 | 2012 |
| ---- | ---- | ---- | ---- | ---- | ---- | ---- | ---- | ---- | ---- |
| 245  | 255  | 227  | 232  | 252  | 288  | 327  | 338  | 350  | 341  |

Динамика населения:

## Экономика
В 2010 году из 242 человек трудоспособного возраста (от 15 до 64 лет) 179 были экономически активными, 63 — неактивными (показатель активности 74,0 %, в 1999 году — 74,7 %). Из 179 активных трудоспособных жителей работали 174 человека (99 мужчин и 75 женщин), 5 числились безработными (трое мужчин и две женщины). Среди 63 трудоспособных неактивных граждан 21 были учениками либо студентами, 15 — пенсионерами, а ещё 27 — были неактивны в силу других причин.
На протяжении 2011 года в коммуне числилось 140 облагаемых налогом домохозяйств, в которых проживало 344,5 человек. При этом медиана доходов составила 34634 евро на одного налогоплательщика.

## Достопримечательности (фотогалерея)

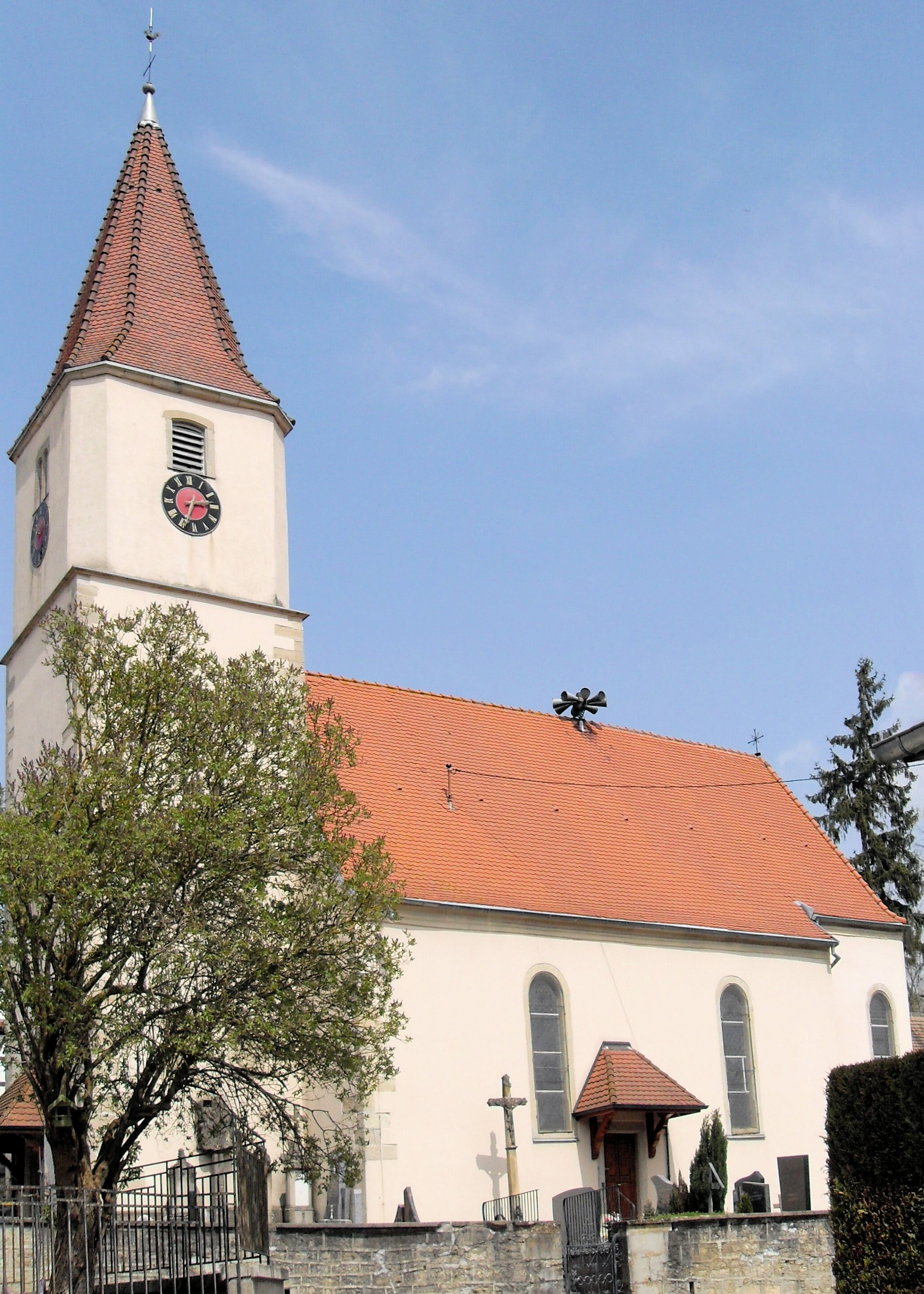
Церковь Святого Георгия